# KKPK Medyk Konin
KKPK Medyk Konin är en polsk fotbollsklubb grundad år 1985 från Konin.

## Ligaspel
Laget har blivit polska mästare vid fyra tillfällen, säsongerna 2014, 2015, 2016 och 2017.

## Placering tidigare säsonger
| Säsong    | Nivå | Liga       | Placering | Referens | Notering |
| --------- | ---- | ---------- | --------- | -------- | -------- |
| 2001–2002 | 1    | Ekstraliga | 4         |          |          |
| 2002–2003 | 1    | Ekstraliga | 2         | [ 3 ]    |          |
| 2003–2004 | 1    | Ekstraliga | 2         | [ 4 ]    |          |
| 2004–2005 | 1    | Ekstraliga | 3         | [ 5 ]    |          |
| 2005–2006 | 1    | Ekstraliga | 2         | [ 6 ]    |          |
| 2006–2007 | 1    | Ekstraliga | 3         | [ 7 ]    |          |
| 2007–2008 | 1    | Ekstraliga | 2         | [ 8 ]    |          |
| 2008–2009 | 1    | Ekstraliga | 3         | [ 9 ]    |          |
| 2009–2010 | 1    | Ekstraliga | 2         | [ 10 ]   |          |
| 2010–2011 | 1    | Ekstraliga | 2         | [ 11 ]   |          |
| 2011–2012 | 1    | Ekstraliga | 2         | [ 12 ]   |          |
| 2012–2013 | 1    | Ekstraliga | 2         | [ 13 ]   |          |
| 2013–2014 | 1    | Ekstraliga | 1         | [ 14 ]   |          |
| 2014–2015 | 1    | Ekstraliga | 1         | [ 15 ]   |          |
| 2015–2016 | 1    | Ekstraliga | 1         | [ 16 ]   |          |
| 2016–2017 | 1    | Ekstraliga | 1         | [ 17 ]   |          |
| 2017–2018 | 1    | Ekstraliga | 2         | [ 18 ]   |          |
| 2018–2019 | 1    | Ekstraliga | 2         | [ 19 ]   |          |
| 2019–2020 | 1    | Ekstraliga | 2         | [ 20 ]   |          |
| 2020–2021 | 1    | Ekstraliga | 4         | [ 21 ]   |          |
| 2021–2022 | 1    | Ekstraliga | 6         | [ 22 ]   |          |

## Uefa Women's Champions League
Säsongen 2014/2015 tog sig klubben till sextondelsfinal i Uefa Women's Champions League efter att ha besegrat bosniska SFK 2000, finska Åland United och makedonska ZFK Kocani i kvalspelet. I sextondelsfinalen blev det förlust mot Glasgow City från Skottland med totalt 2-3.
Säsongen 2015/2016 tog sig klubben också till sextondelsfinal efter vinster mot irländska Wexford Youths, litauiska Gintra Universitetas och walesiska Cardiff Met. Ladies FC i kvalspelet. Där blev det förlust med totalt 0-9 mot Lyon.
Även säsongen 2016/2017 blev det en plats i sextondelsfinalen efter att ha vunnit mot rumänska Olimpia Cluj, estniska Pärnu JK och montenegrinska ZFK Breznica i kvalspelet. I sextondelsfinalen blev det förlust med sammanlagt 6-6 och färre gjorda bortamål mot italienska Brescia.